# Wołodymyr Telak
Wołodymyr Kostiantynowycz Telak, ukr. Володимир Костянтинович Теляк, ros. Владимир Константинович Теляк, Władimir Konstantinowicz Tielak (ur. 1919, Ukraińska SRR, zm. 19??, Ukraińska SRR) – ukraiński piłkarz, grający na pozycji obrońcy lub pomocnika, trener piłkarski.

## Kariera piłkarska
W 1937 rozpoczął karierę piłkarską w drużynie Dynama Mińsk. W 1942 występował w składzie Krylji Sowietow Kujbyszew. W 1945 został piłkarzem Lokomotywa Charków. W 1946 przeszedł do Spartaka Chersoń. W 1948 przeniósł się do Łokomotywu Zaporoże, w którym zakończył karierę piłkarza.

## Kariera trenerska
W 1946 będąc piłkarzem Spartaka Chersoń pełnił również funkcję trenerskie. W 1949 stał na czele Łokomotywu Zaporoże.